# 江藤良人
江藤 良人（えとう よしひと、1973年4月14日 - ）は三重県出身のドラマー。

## 略歴
三重県立神戸高等学校卒業後、武蔵野音楽学院にて土岐英史、井野信義らに師事。
1994年に土岐英史セッションでデビューし、辛島文雄トリオ、中本マリグループ、渡辺貞夫バンド等に参加。
1998年にはモントルー・ジャズ・フェスティバルに出演。
その後も、orange pekoe、綾戸智絵、大野雄二率いる“Yuji Ohno & Lupintic Five”などのツアー、レコーディングに参加。
現在は、自己のグループa.t.m.での活動の他、the EROS、竹内直カルテット、石井彰トリオなど多くのグループに参加を続けている。

## ディスコグラフィ

### リーダー作品
- 「ANIMAL HOUSE」
- 「Ray」
- 「Three-Act Play」